# Hermanos Franciscanos de la Santa Cruz
La Congregación de los Hermanos Franciscanos de la Santa Cruz de Waldbreitbach (en latín, Institutum Fratrum Franciscalium a Santa Cruce loci Waldbreitbach) es una congregación religiosa católica masculina laical, de vida apostólica y de derecho pontificio, fundada por el religioso alemán Pedro Wirth, en 1862, en Waldbreitbach. A los religiosos de este instituto se les conoce como  hermanos franciscanos de la Santa Cruz, franciscanos de la Cruz o franciscanos de Waldbreitbach'. Sus miembros posponen a su nombre las siglas F.F.S.C..

## Historia

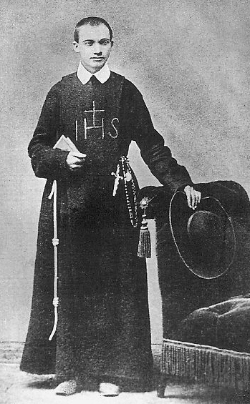
Pedro Wirth (1830-1871), fundador de la congregación.

La congregación fue fundada por el religioso alemán Pedro Wirth, inicialmente miembro de la Tercera Orden Regular de San Francisco, que decidió recogerse en la ermita de la Santa Cruz, en Waldbreitbach, en el estado de Renania-Palatinado (Alemania). Allí, el 12 de junio de 1862, dio inicio a la nueva congregación, con el fin de dedicarse a la asistencia de los huérfanos y de los enfermos.
El instituto recibió la aprobación como congregación religiosa de derecho diocesano por el obispo Matthias Eberhard, de la diócesis de Tréveris, el 16 de septiembre de 1869. Obtuvo la aprobación pontificia de parte del papa Pío X, mediante decretum laudis del 6 de febrero de 1910.

## Organización
La Congregación de los Hermanos Franciscanos de la Santa Cruz es una congregación religiosa masculina, laical, de vida apostólica, de derecho pontificio y centralizada, cuyo gobierno es ejercido por un superior general. La sede central se encuentra en Hausen (Alemania).
Los franciscanos de Waldbreitbach viven según la regla de san Francisco, forman parte de la familia franciscana y se dedican a diversas actividades de caridad, especialmente a la atención de enfermos y huérfanos y a la formación profesional de jóvenes. En 2017, el instituto contaba con 33 religiosos, de los cuales uno era sacerdote, y 5 comunidades, presentes en Alemania y Estados Unidos.